# EXO Planet 1 ─ The Lost Planet
Exo from Exoplanet #1 – The Lost Planet es la gira de conciertos debut de la banda Sur Coreana-China, EXO. La gira se inició en Corea del Sur con 3 shows de 23 a 25 de mayo de 2014 en el Olympic Gymnastics Arena y terminó en Osaka, Japón. La gira fue anunciada oficialmente en abril de 2014 con la primera de dos fechas en Corea del Sur para después presentarse en Hong Kong, China, Taiwán, Japón y otros países asiáticos.

## Concierto

### Seúl
- La gira fue anunciada oficialmente por la compañía SM Entertainment el 7 de abril de 2014, con dos fechas en Seúl en el parque Olímpico.

- Esta es la primera gira de conciertos por EXO. El 16 de abril se venderían las entradas para el primer concierto de EXO Seúl titulado "EXO FROM. EXOPLANET #1 - THE LOST PLANET in Seoul", para el 24 y 25 de mayo se realizaran a las 20:00 (KST).
- El 16 de abril se vendieron los tickets a través Gmarket, Sin embargo, en 1,47 segundos, todos los asientos estaban reservados y los conciertos se consideraron agotados,[1] Debido a la explosiva respuesta de los aficionados, se añadió otra fecha para el primer concierto de Seúl de EXO. Las entradas para la fecha adicional, 23 de mayo estarán abiertas el 8 de mayo a través de Gmarket.

### Hong Kong
- La preventa del primer concierto fue el día 29 de abril la compra de tickets solo pudo ser realizada con una tarjeta bancaria de Hong Kong, la cual fue exitosa.

- La venta al público general para Hong Kong fue el día 5 de mayo y fue todo un éxito, debido a esto se agregó una fecha más para Hong Kong, la segunda fecha fue vendida para el día 7 de mayo, para el final de la venta alrededor de 28.000 tickets fueron vendidos para las dos presentaciones de EXO en el recinto AsiaWorld-Arena el 1 y 2 de junio.

### Wuhan
- Aunque el recinto Wuhan Sports Center Stadium cuenta con una capacidad de 54,000 asientos solamente se ocupó la cancha del estadio para realizar el concierto de EXO, reduciendo a un máximo de 14.000 lugares, esta reducción se debe a la seguridad de las fanáticas y al plan de posición del escenario que ocupó casi un 50% de la cancha, esto es decisión del plan de la empresa responsable del evento en Wuhan.

- Damai, los distribuidores de entradas para el concierto de EXO China, anunció a través de Weibo, el 23 de mayo que los más de 10.000 asientos para el 14 de junio se habían vendido. Continuando con el flujo de venta de su concierto por Hong Kong, que también agotó rápidamente los boletos tan pronto como se abrió al público. Agotado el primer concierto en China continental está mostrando un gran comienzo a su gira en Asia y seguramente también se realizara con éxito por el extranjero.

## Lista de canciones
1. "MAMA" (Remix Version)
2. "Let Out The Beast"
3. "Lay solo"
4. "Moonlight"
5. "Chanyeol solo"
6. "Angel"
7. "Black Pearl"
8. "Chen solo"
9. "Sorry Sorry+Dream Girl+Ring Ding Dong+Genie+Gee" (Special Dance Stage)
10. "XOXO"
11. "Sehun solo"
12. "Love, Love, Love"
13. "Thunder"
14. "D.O solo" (Tell Me What Is Love)
15. "My Lady"
16. "Baekhyun solo" (My Turn to Cry)
17. "Baby, Don't Cry"
18. "Machine"
19. "Xiumin solo"
20. "3.6.5"
21. "History"
22. "Luhan solo" (The Star)
23. "Suho solo" (Beautiful)
24. "Peter Pan"
25. "Tao solo"
26. "Heart Attack" (VCR)
27. "Kai solo"
28. "Overdose"
29. "Don't Go"

Encore
1. "Wolf"
2. "Growl"
3. "Lucky"

## Galería

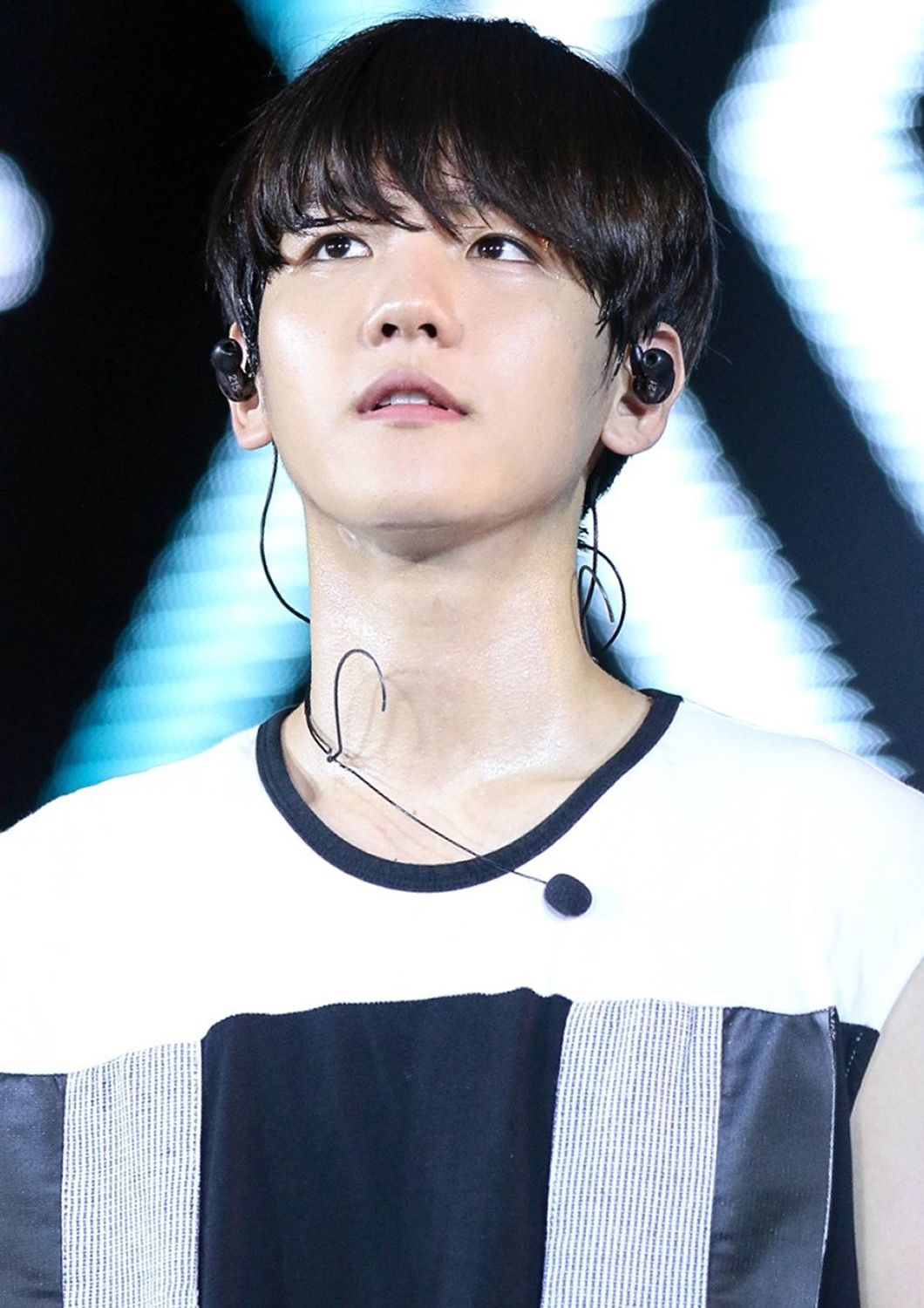
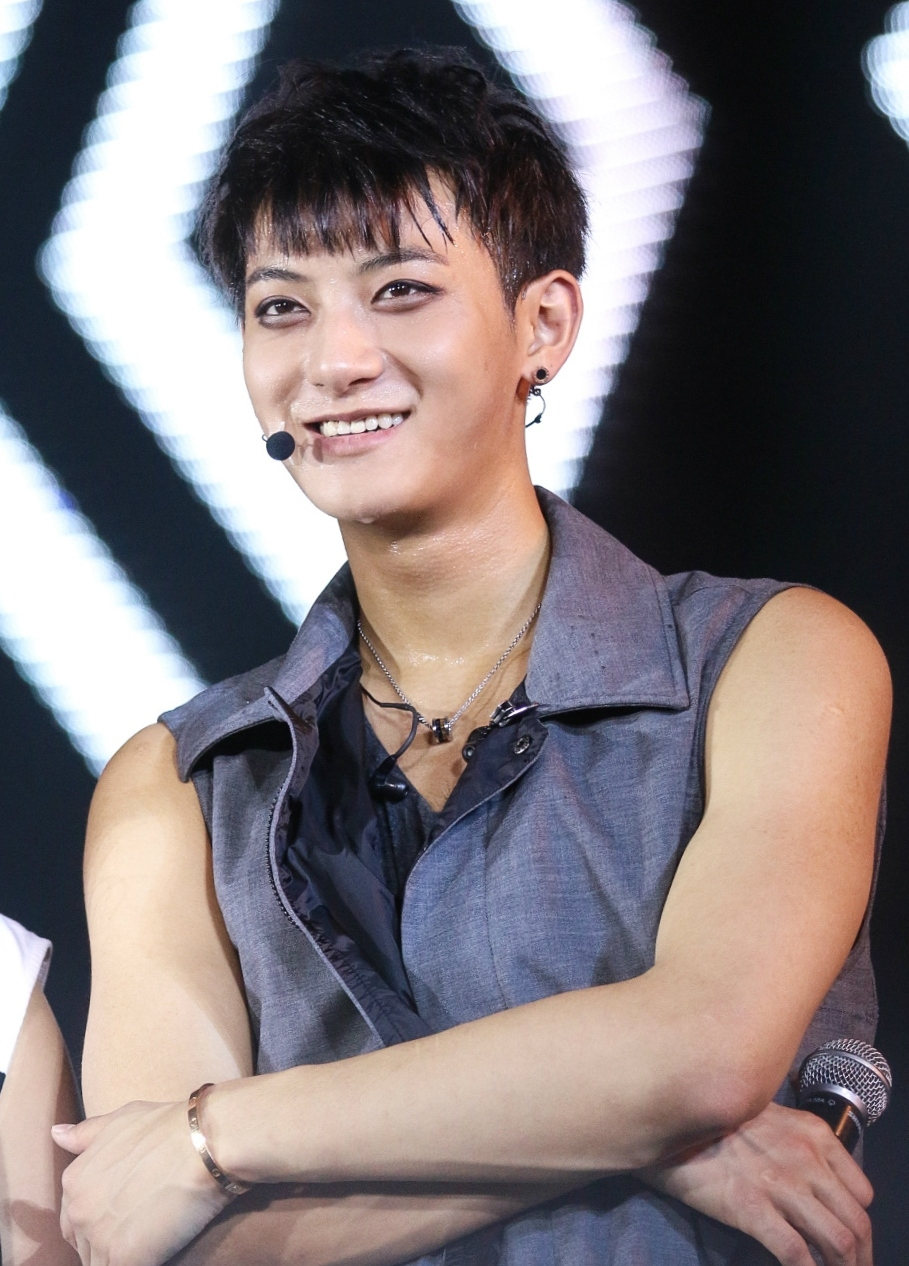
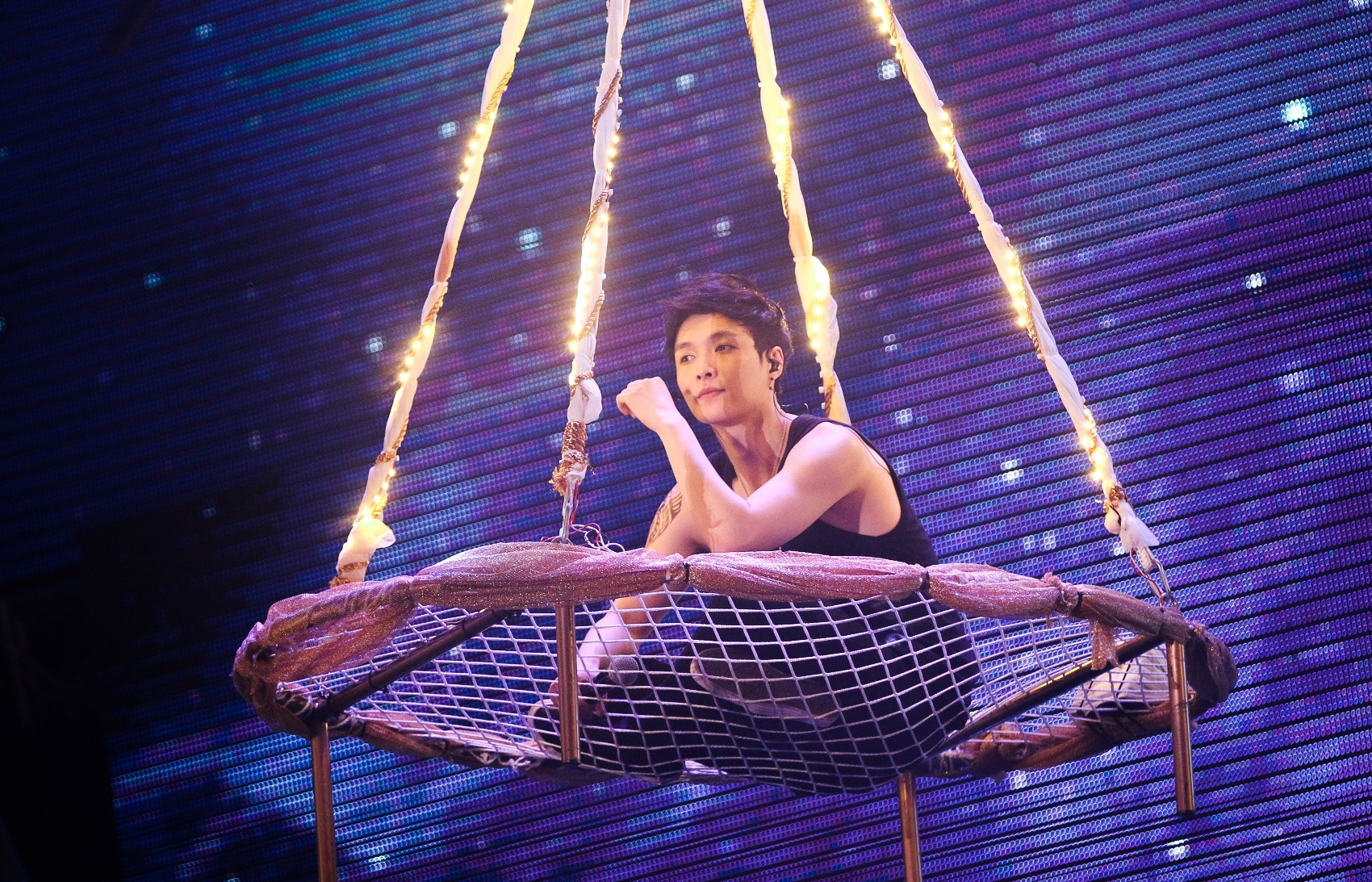
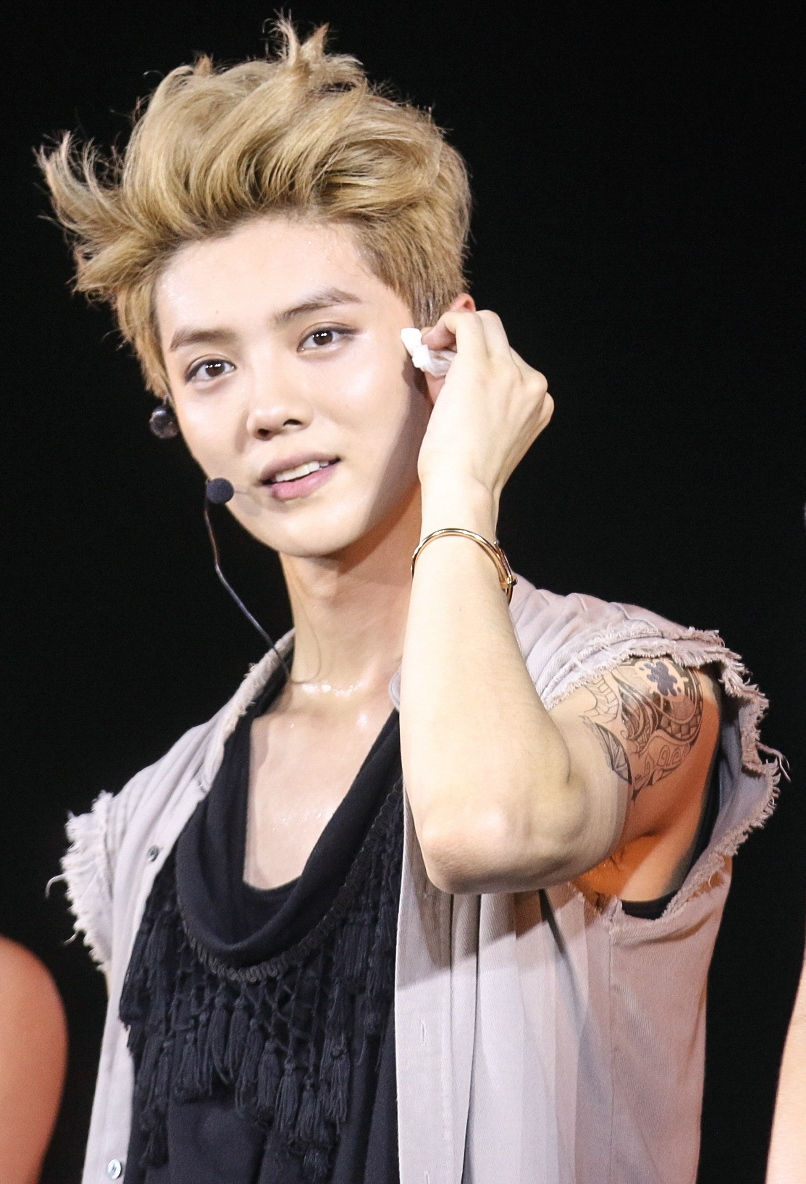
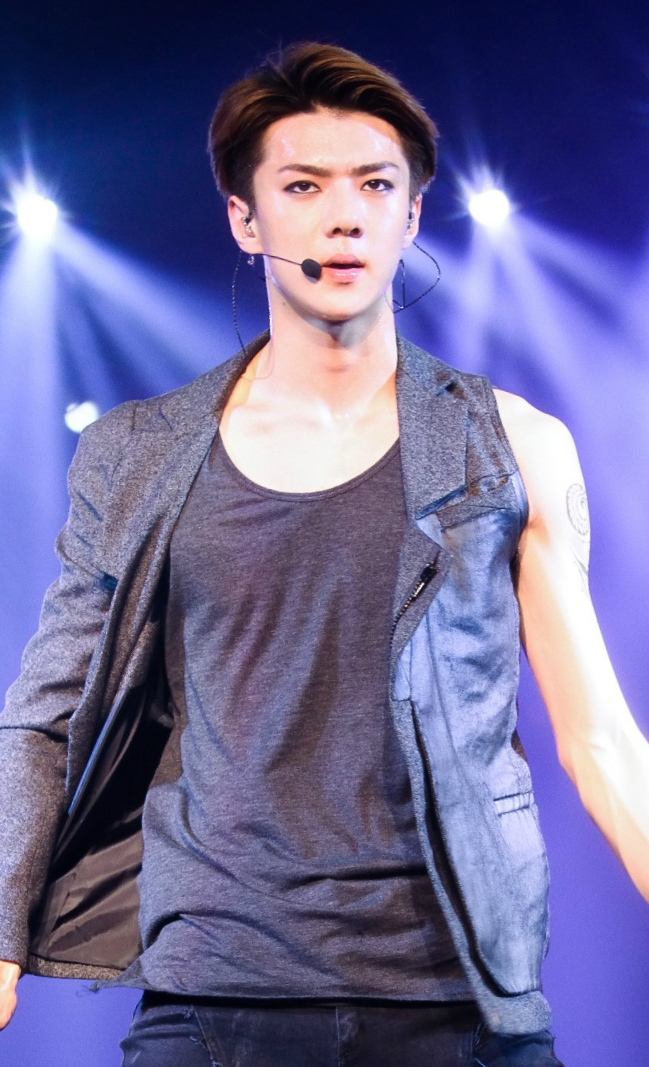
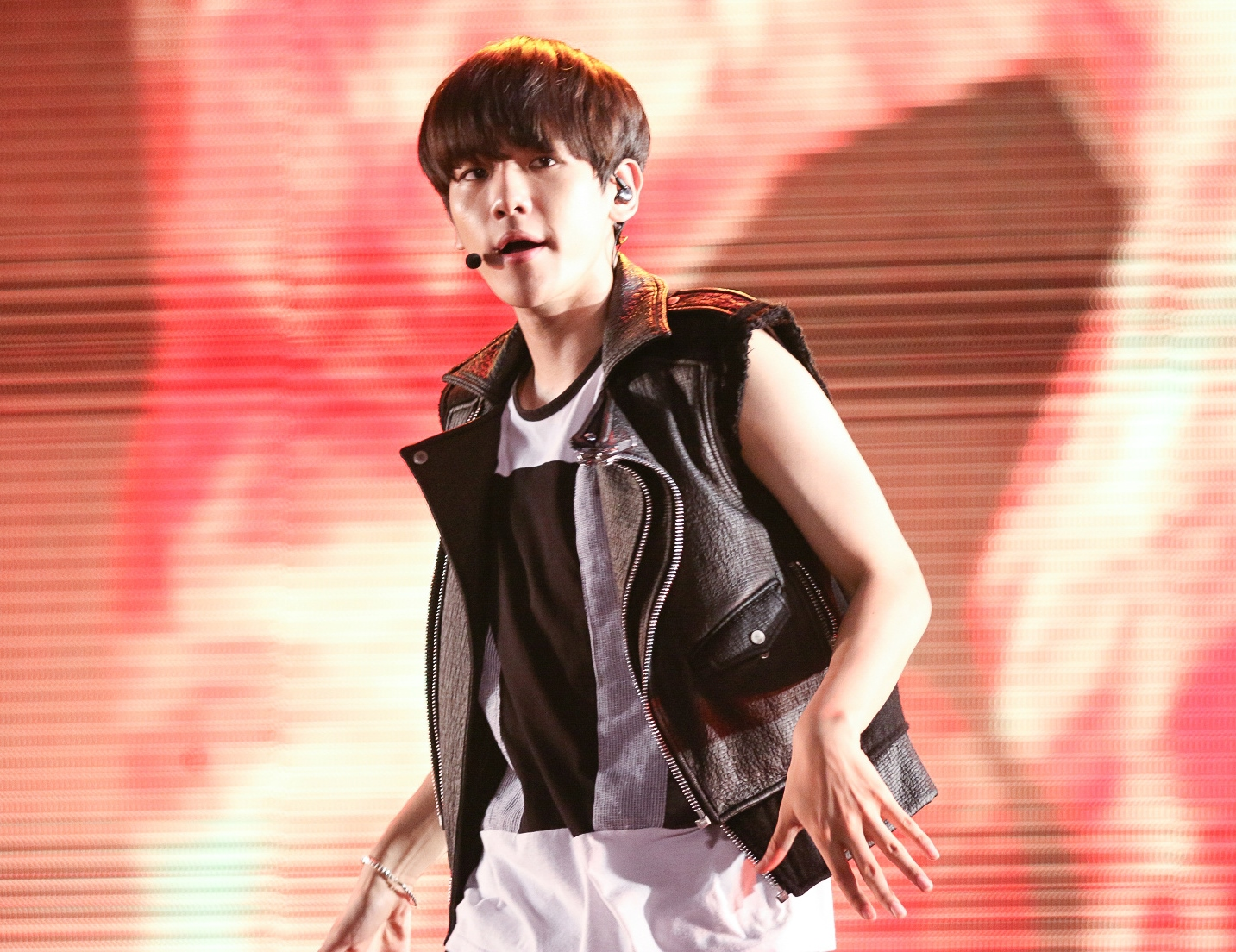
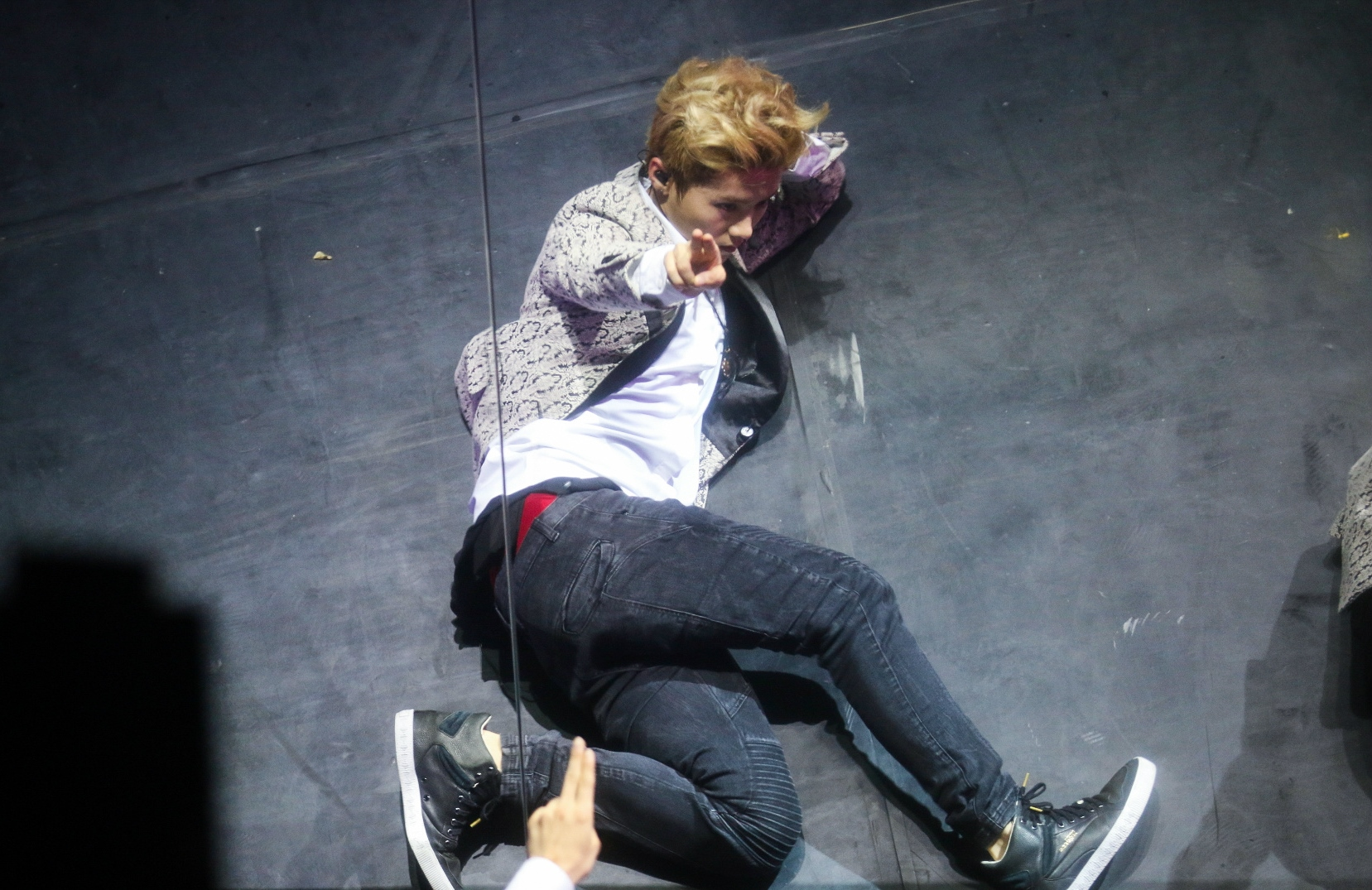
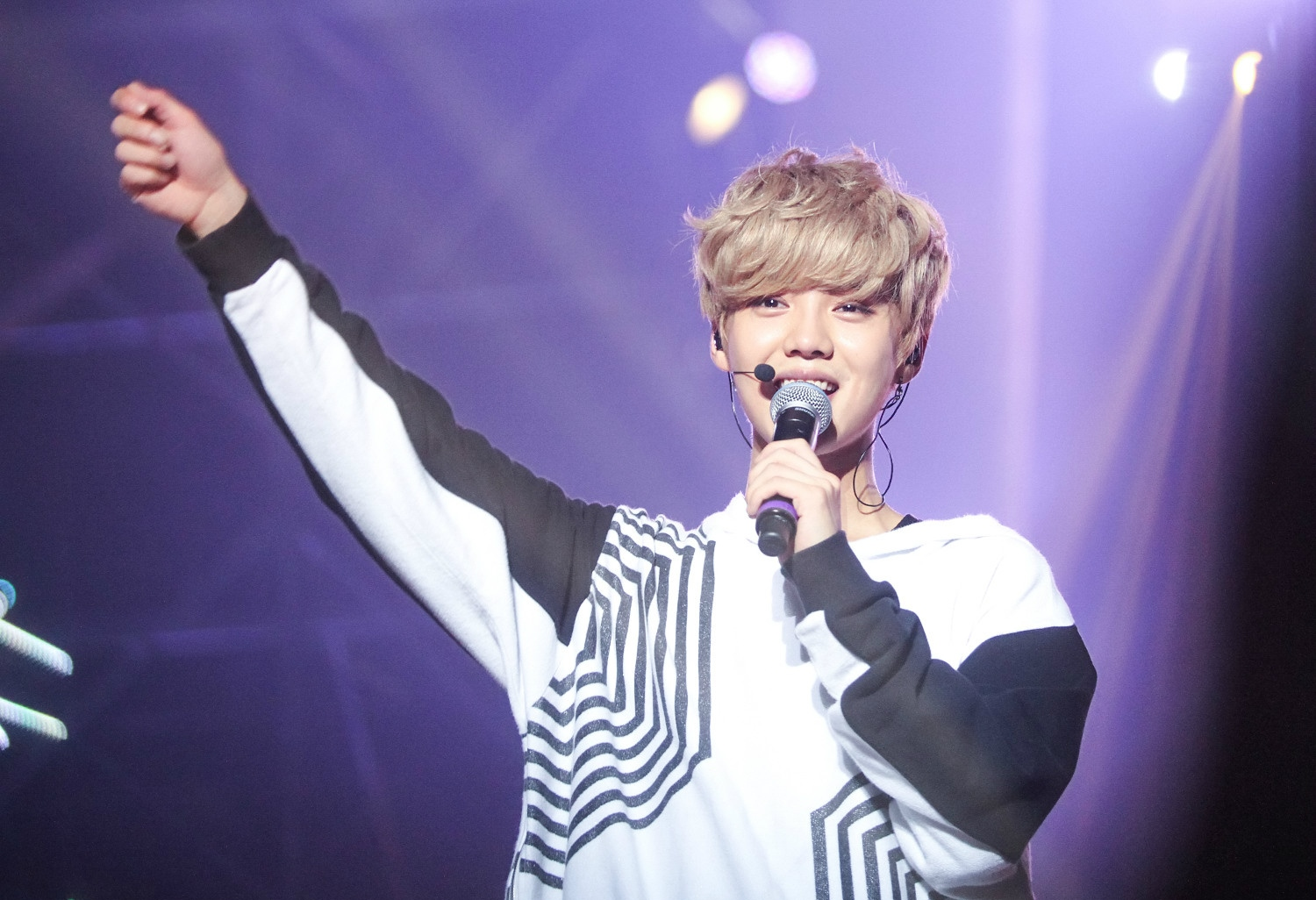

## Fechas
| Fecha                    | Ciudad    | País          | Lugar                                                     |
| ------------------------ | --------- | ------------- | --------------------------------------------------------- |
| 23 de mayo de 2014       | Seúl      | Corea del Sur | Olympic Gymnastics Arena                                  |
| 24 de mayo de 2014       | Seúl      | Corea del Sur | Olympic Gymnastics Arena                                  |
| 25 de mayo de 2014       | Seúl      | Corea del Sur | Olympic Gymnastics Arena                                  |
| 1 de junio de 2014       | Hong Kong | China         | AsiaWorld-Arena                                           |
| 2 de junio de 2014       | Hong Kong | China         | AsiaWorld-Arena                                           |
| 14 de junio de 2014      | Wuhan     | China         | Wuhan Sports Center Stadium                               |
| 28 de junio de 2014      | Chongqing | China         | Chongqing Olympic Sports Center                           |
| 5 de julio de 2014       | Chengdu   | China         | Chengdu Sports Centre Stadium                             |
| 11 de julio de 2014      | Taipéi    | Taiwán        | Taipei Arena                                              |
| 12 de julio de 2014      | Taipéi    | Taiwán        | Taipei Arena                                              |
| 18 de julio de 2014      | Shanghái  | China         | Mercedes-Benz Arena (Shanghai World Expo Cultural Center) |
| 19 de julio de 2014      | Shanghái  | China         | Mercedes-Benz Arena (Shanghai World Expo Cultural Center) |
| 27 de julio de 2014      | Changsha  | China         | Helong Stadium                                            |
| 2 de agosto de 2014      | Xi'an     | China         | Shaanxi Province Stadium                                  |
| 23 de agosto de 2014     | Singapur  | Singapur      | Singapore Indoor Stadium                                  |
| 30 de agosto de 2014     | Guangzhou | China         | Guangzhou International Sports Arena                      |
| 6 de septiembre de 2014  | Yakarta   | Indonesia     | Lapangan D Senayan (Campo Deportivo D Senayan)            |
| 13 de septiembre de 2014 | Bangkok   | Tailandia     | IMPACT Arena                                              |
| 14 de septiembre de 2014 | Bangkok   | Tailandia     | IMPACT Arena                                              |
| 20 de septiembre de 2014 | Pekín     | China         | MasterCard Center                                         |
| 21 de septiembre de 2014 | Pekín     | China         | MasterCard Center                                         |
| 11 de noviembre de 2014  | Fukuoka   | Japón         | Marine Messe Fukuoka                                      |
| 12 de noviembre de 2014  | Fukuoka   | Japón         | Marine Messe Fukuoka                                      |
| 13 de noviembre de 2014  | Fukuoka   | Japón         | Marine Messe Fukuoka                                      |
| 18 de noviembre de 2014  | Tokio     | Japón         | Yoyogi National Gymnasium                                 |
| 19 de noviembre de 2014  | Tokio     | Japón         | Yoyogi National Gymnasium                                 |
| 20 de noviembre de 2014  | Tokio     | Japón         | Yoyogi National Gymnasium                                 |
| 22 de diciembre de 2014  | Osaka     | Japón         | Osaka-jō Hall                                             |
| 23 de diciembre de 2014  | Osaka     | Japón         | Osaka-jō Hall                                             |
| 24 de diciembre de 2014  | Osaka     | Japón         | Osaka-jō Hall                                             |

## Recaudaciones
| Lugar                                                     | Ciudad    | Entradas vendidas/disponibles | Recaudación |
| --------------------------------------------------------- | --------- | ----------------------------- | ----------- |
| Olympic Gymnastics Arena                                  | Seúl      | 42 174 / 42 174 (100%)        | $4 189 056  |
| AsiaWorld-Arena                                           | Hong Kong | 27 828 / 27 828 (100%)        | $3 471 938  |
| Wuhan Sports Center Stadium                               | Wuhan     | 13 449 / 13 449 (100%)        | $1 509 825  |
| Chongqing Olympic Sports Center                           | Chongqing | 13 893 / 13 893 (100%)        | $1 558 964  |
| Chengdu Sports Centre Stadium                             | Chengdu   | 14 526 / 14 526 (100%)        | $1 615 346  |
| Taipei Arena                                              | Taipéi    | 22 864 / 22 864 (100%)        | $2 629 865  |
| Mercedes-Benz Arena (Shanghai World Expo Cultural Center) | Shanghái  | 20 958 / 20 958 (100%)        | $2 571 053  |
| Helong Stadium                                            | Changsha  | 13 774 / 13 774 (100%)        | $1 545 611  |
| Shaanxi Province Stadium                                  | Xi'an     | 11 305 / 11 305 (100%)        | $1 273 955  |
| Singapore Indoor Stadium                                  | Singapur  | 10 677 / 10 677 (100%)        | $1 297 342  |
| Guangzhou International Sports Arena                      | Guangzhou | 13 082 / 13 082 (100%)        | $1 465 841  |
| Lapangan D Senayan (Campo Deportivo D Senayan)            | Yakarta   | 14 958 / 14 958 (100%)        | $1 612 202  |
| IMPACT Arena                                              | Bangkok   | 28 446 / 28 446 (100%)        | $3 183 658  |
| MasterCard Center                                         | Pekín     | 23 012 / 23 012 (100%)        | $2 829 814  |
| Marine Messe Fukuoka                                      | Fukuoka   | 34 158 / 34 158 (100%)        | $3 213 905  |
| Yoyogi National Gymnasium                                 | Tokio     | 35 844 / 35 844 (100%)        | $3 369 810  |
| Osaka-jō Hall                                             | Osaka     | 34 962 / 34 962 (100%)        | $3 298 642  |
| TOTAL                                                     | TOTAL     | 375 910 / 375 910 (100%)      | $40 636 827 |

## Personal
- Artista: EXO
- Organizador: S.M. Entertainment
- Promotor: Dream Maker Entercom